# جون بانتينغ
جون بانتينغ (بالإنجليزية: John Justin Bunting)‏ هو مجرم وجزار أسترالي، ولد في 4 سبتمبر 1966 في Inala, Queensland ‏ في أستراليا.